# 赤大路町
赤大路町（あかおおじちょう）は、大阪府高槻市西部の地名。郵便番号は〒569-1146。世帯数は1,181世帯、人口は2,577人。（令和7年3月末、高槻市調べ）

## 地理
全域が高槻市の西部に位置し、旧三島郡富田町の領域である。領域の中北部に国道171号線が東西方向に通り、赤大路町を分断している。地区内は大部分が住宅地で、国道沿いには隣の富田丘町も含めて大規模な商業施設が存在する。最北部に鴨神社や赤大路西公園があり、国道沿いにはラー麺ずんどう屋がある。国道以南の中南部には住宅地が広がるほか、赤大路コミュニティセンターや高槻市立赤大路小学校、ローソン高槻赤大路町店がある。地区最南部をJR京都線が通り、北昭和台町との境界になっている。赤大路町の西隣は茨木市の市域（東太田、三島丘2丁目）。

## 歴史
「赤大路」の地名は、平安時代に菅原道真が昌泰の変において大宰府に左遷された際、その側室が臨月であったが、別れを惜しみ後を慕って追いこの地に来た時に産気を催し、産後の経過が悪く死去し、その流血は輿中より洩れ道路が赤く染まったことに由来する。その死期に臨み現在の赤大路に該当する里の里人が側室を介抱したことを感謝し、死後は婦人安産の神たらんと誓われ村人が社殿を建立し祀ったものが赤大路神社だと言われている。

## 施設
- 高槻市立赤大路小学校
- 鴨神社
- 赤大路コミュニティセンター

## 校区
公立小中学校に進学する場合、小学校は全域が高槻市立赤大路小学校の、中学校は全域が高槻市立第四中学校の校区に指定されている。

## 交通

### 道路
- 国道171号

### 鉄道
赤大路町内に駅はないが最寄り駅は以下の2つの駅である。
- JR摂津富田駅
- 阪急富田駅